# Princesa Gyeonghwa
Bayankhutag (en mongol: Баян хутаг en mongol medio: ᠪᠠᠶᠠᠨᠺᠣᠲᠣᠭ), generalmente conocida por su título coreano Princesa Gyeonghwa, fue una consorte de Chungsuk de Goryeo. Después de la muerte de este, fue violada por su hijastro, quién fue entonces forzado a casarse con ella.

## Biografía
El linaje de Bayankhutag es desconocido, pero Masahiko Morihira ha sugerido que fue hermana de la Princesa Consorte Joguk del clan Borigin, mujer del rey Chungsuk de Goryeo. Después de la muerte de su hermana en 1325, Bayankhutag se casó con Chungsuk, probablemente entre 1330 y 1333.

### Agresión
Chungsuk murió en 1339, quedándose, tras su muerte, Bayankhutag en Goryeo. Según el Goryeosa, una noche durante una comida en sus aposentos, su hijastro, Chunghye de Goryeo, se emborrachó y la violó. Al día siguiente, Bayankhutag intentó huir a la embajada Yuan buscando ayuda para abandonar Goryeo, pero Chunghye emitió una prohibición sobre el uso de caballos en la ciudad, de modo que no pudiera salir del reino. Entonces, la encarceló en el Palacio Yeongrak (en hangul, 영락궁; en hanja, 永樂宮) alegando a la corte que estaba enferma y colocó guardias alrededor de sus habitaciones. El emisario Yuan visitó el palacio e insistió en que Bayankhutag fuese liberada y que Chunghye la tomara como consorte.
Como consorte, Bayankhutag ofreció consejo en el momento de escoger oficiales en el gobierno Yuan-Goryeo. Murió en 1344. En 1367, recibió su título póstumo de la dinastía Yuan.

## Nombre póstumo completo
- Princesa Sukgong Hwiryeon
- 숙공휘령공주
- 粛恭徽寧公主

## Familia
- Padre: Amuga
  - Hermana: Princesa Consorte Joguk del clan Borjigin (1308 – 20 de octubre de 1325) (조국장공주)
- Cónyuge:

1. Chungsuk De Goryeo (30 de julio de 1294 – 3 de mayo de 1339) (고려 충숙왕)
2. Chunghye De Goryeo (22 de febrero de 1315 – 30 de enero de 1344) (고려 충혜왕)

### Obras citadas
- Jeong In-ji (1451). 高麗史 [Historia de Goryeo] (en chino tradicional).
- Masahiko Morihira (森平雅彦) (2008). 高麗王家とモンゴル皇族の通婚関係に閲する覚書 [Memorándums sobre los vínculos matrimoniales entre el clan real Goryeo y la familia imperial mongol] (en japonés). Kyoto University Press.

- Datos: Q6798022